# Grantiidae
Grantiidae is een familie van sponsdieren uit de klasse van de Calcarea (kalksponzen).

## Geslachten
- Amphiute Hanitsch, 1894
- Aphroceras Gray, 1858
- Grantia Fleming, 1828
- Leucandra Haeckel, 1872
- Leucandrilla Borojevic, Boury-Esnault & Vacelet, 2000
- Leucettaga Haeckel, 1872
- Sycandra Haeckel, 1872
- Sycodorus Haeckel, 1872
- Sycute Dendy & Row, 1913
- Synute Dendy, 1892
- Teichonopsis Dendy & Row, 1913
- Ute Schmidt, 1862